# José Salazar López
José Salazar López (Ameca, 12 de enero de 1910 - Guadalajara, 9 de julio de 1991) fue un religioso y cardenal católico mexicano, arzobispo de la arquidiócesis de Guadalajara en México que accedió al cardenalato en 1973.

## Primeros años
Fue bautizado apenas cinco días después. José fue el más pequeño de los cuatro hijos del matrimonio formado por Cándido Salazar y Luisa López; sus hermanos fueron Fernando, Gregorio y Victoria Salazar López.
Como toda familia campesina, vivían con muchas privaciones; en ocasiones no eran buenas las cosechas, y nunca bien remuneradas. Así creció el niño José Salazar, trabajando, ayudando a su padre y a sus hermanos en las labores del campo.

## El nacimiento de una fecunda vocación
José Salazar estaba naturalmente dotado de un fino talento religioso, su perfil espiritual era simple, profundo, con grande respeto por lo sagrado y una fe y devoción aprendidas en casa. Sin embargo, lo que tuvo un gran impulso vocacional en el alma del niño José, fue el contacto personal con los sacerdotes de su parroquia; sobre todo con uno de ellos, un vicario cooperador, el Padre Plascencia, al cual acompañaba a celebrar la Eucaristía a un rancho llamado «Los Amiales». Es en esos recorridos, precisamente, donde nace su vocación sacerdotal.
Fue en su pueblo natal, Ameca, donde cursó los estudios primarios, primero en la escuela oficial hasta el cuarto año, y los restantes en la escuela particular de don Francisco Uribe. Ya desde esta primera etapa de estudiante se manifiesta como un alumno disciplinado, responsable y brillante; lucidez intelectual que sabía eclipsar con su discreción y sencillez al hablar.

## El seminarista
En plena adolescencia, el pequeño José ya tiene henchido el corazón de un ideal y de un sueño que dará sentido y plenitud a toda su vida, pues ha sentido en lo profundo de su corazón y su conciencia el llamado sacerdotal. Así, después de ser educado por 13 años en el seno familiar, dejó el terruño y llegó a Guadalajara impulsado por dar forma a esa vocación. El lunes 5 de noviembre de 1923, José Salazar cruzó los dinteles del Seminario Conciliar de Guadalajara para inscribirse como alumno regular. 
Durante tres cursos escolares consecutivos y completos tuvo el Seminario el privilegio de contar entre sus alumnos al seminarista José Salazar, quien permaneció allí desde el 5 de noviembre de 1923 hasta mediados de agosto de 1926, conclusión del ciclo lectivo 1925-1926.
El quinto Arzobispo de Guadalajara, Francisco Orozco y Jiménez, decidió enviar al alumno José Salazar a proseguir sus estudios a Roma, para que profundizara en la Filosofía y en la Teología, partiendo a la edad de 16 años, allá por octubre de 1926.

## Roma, piccolo grande amore
Dios lo había dotado de una extraordinaria inteligencia y una pulcra calidad humana; en la Ciudad Eterna estudiaría, además de la Filosofía y la Teología, lenguas. Fue allá, en el Colegio Pío Latinoamericano, donde se formó el hombre de Iglesia, donde abrió sus horizontes al enriquecerse con los diálogos entablados con seminaristas de toda la República Mexicana y en la convivencia fraterna con otros estudiantes de toda Latinoamérica, y en la Universidad Gregoriana al compartir las aulas con compañeros de los cinco continentes. Sus compañeros fueron libros abiertos donde aprendió la riqueza y universalidad de la Iglesia y, al mismo tiempo, maduró su exquisito sentido eclesial.
En Roma, se empeñó en estudiar con ahínco, consiguió las mejores calificaciones posibles y fue galardonado con varias medallas y diplomas por su alto aprovechamiento. Cursó Filosofía de 1926 a 1929 conquistando la borla doctoral, inmediatamente después comenzó los cursos en Teología, obteniendo primero el bachillerato, pero no pudo alcanzar el grado de doctor, ya que por falta de salud se vio obligado a retornar a México.

## Un tiempo de prueba
Es el mes de agosto de 1932, cuando José Salazar vuelve a respirar aire jalisciense, va en busca de su arzobispo para ponerse a sus órdenes; le informan que a fines de julio don Francisco Orozco y Jiménez había salido a otro doloroso destierro, y que sólo unos pocos conocían su paradero. Por tal motivo se entrevista con el Obispo Auxiliar José Garibi Rivera, quien se quedó al mando de la arquidiócesis. Es, precisamente, el Obispo José Garibi quien, en dos minutos, le otorga una pronta y oportuna solución a su primer problema: «Muy bien, Procopio (como solía llamar a los seminaristas), sé qué estás aquí antes de tiempo, debido a tu precaria salud, pero no te acongojes, si Dios te ha elegido para ser su sacerdote, Él mismo te indicará el camino para lograrlo. Tú sólo confía; por ahora lo más importante es que recuperes tu salud».
De regreso en el Seminario permanece por los meses de julio y agosto de 1933, donde lo preparan ya, previo escrutinio, para que reciba las Órdenes Sagradas y, además, lo consideran apto para integrarse al grupo de formadores del Seminario y como maestro.

## El sacerdote, formador del Seminario
Recibió la Ordenación Sacerdotal el sábado 26 de mayo de 1934 en la sala capitular de la Catedral tapatía, de manos del Obispo José Garibi Rivera. Después recibiría su primer nombramiento de formador y maestro del Seminario de Guadalajara. Para el curso 1942-1943, se le nombró prefecto de estudios del mismo Seminario; y para el curso 1944-1945, se le confirió el cargo de Vicerrector con funciones de Rector de esta Casa de formación. El 27 de octubre de l949, el Padre Salazar sería nombrado finalmente Rector. En tanto que el 20 de noviembre se bendecía la nueva casa del Seminario Mayor en la colonia Chapalita. Fue un formador cercano, firme y coherente. Tenía una autoridad moral que arrastraba con su ejemplo.

## El obispo, a ritmo de calendario
Fue preconizado Obispo Auxiliar de la Diócesis de Zamora, Michoacán, el 22 de mayo de 1961. El 20 de agosto fue consagrado Obispo por manos del Cardenal José Garibi Rivera, en la Basílica de Nuestra Señora de Guadalupe. Posteriormente, el 15 de septiembre de 1967, el papa Pablo VI lo nombró Obispo de Zamora. Y el 21 de febrero de 1970 sería nombrado el séptimo Arzobispo de Guadalajara, diócesis de la que tomó posesión el 1 de marzo de ese mismo año.
Fue Presidente de la Conferencia del Episcopado Mexicano por dos periodos, de 1972 a 1980. El 5 de marzo de 1973 fue creado Cardenal en Roma, por el Papa Pablo VI. El 26 de agosto de 1978 participó en el Cónclave del que salió electo el Papa Juan Pablo I, y el 16 de octubre participó nuevamente en el Cónclave en el que se eligió a Juan Pablo II.
El 12 de diciembre de 1981 promulgó el Plan Orgánico Diocesano de Pastoral. El 26 de mayo de 1984, la Arquidiócesis de Guadalajara festejó a su pastor por la gracia de alcanzar 50 años de vida sacerdotal. En 1985, al cumplir 75 años de edad, el Cardenal Salazar renunció al gobierno de la Guadalajara , pero no le fue aceptada su dimisión. El 27 de marzo de 1986 promulgó el documento «La espiritualidad sacerdotal, cimiento y alma de la acción pastoral».

## Deceso
El 21 de agosto festejó sus 25 años de consagración episcopal. El 15 de mayo de 1987 se anunció que la renuncia del señor Cardenal como Arzobispo de Guadalajara  fue aceptada por el papa Juan Pablo II. El 9 de julio de 1991 murió en esta ciudad, en el hospital de la Santísima Trinidad, a las cuatro de la tarde. Al día siguiente fue velado en la Catedral tapatía. Mientras que el 12 de julio se celebró la Misa de exequias en ese mismo recinto sagrado, donde fue sepultado en las criptas del sótano.

## Un hombre, un cristiano y un sacerdote apasionado de Cristo y de la Iglesia
Indudablemente, el Cardenal Salazar constituye un caso admirable desde cualquier ángulo que se analice, pues su trayectoria como alumno sobresaliente, profesor brillante, observante y celoso prefecto de disciplina, idóneo y vanguardista prefecto de estudios, Vicerrector laborioso y corresponsable, Rector visionario que rebasó las exigencias de su tiempo y, como culminación, pastor solícito y padre providente de dicha institución; fue un gran formador porque era un coherente sacerdote.
Su paso por Guadalajara es un rayo de luz con un itinerario pleno de frutos. En los 17 años en que guio a la diócesis, logró impregnar una mentalidad y orientación pastoral en los agentes: Pastores y fieles en la línea trazada por el Concilio Vaticano II.
| Predecesor: José Anaya y Diez de Bonilla | Obispo de Zamora Entre 1967 y 1970         | Sucesor: Adolfo Hernández Hurtado |
| Predecesor: José Garibi Rivera           | Arzobispo de Guadalajara Entre 1970 y 1987 | Sucesor: Juan Posadas Ocampo      |

- Datos: Q428536
- Multimedia: José Salazar López / Q428536